# Antanimbary
Antanimbary is een plaats en commune in het noordwesten van Madagaskar, behorend tot het district Maevatanana, dat gelegen is in de regio Betsiboka. Tijdens een volkstelling in 2001 telde de plaats 3.400 inwoners.
Bij de plaats bevindt zich een rivierhaven. De plaats biedt enkel lager onderwijs aan. 60 % van de bevolking werkt als landbouwer, 25 % houdt zich bezig met veeteelt en 10 % verdient zijn brood als visser. De belangrijkste landbouwproducten zijn rijst en raffia; andere belangrijke producten zijn maniok en zoete aardappelen. Verder is 5% actief in de dienstensector.